# Цукерман, Еремей Григорьевич
Еремей Григорьевич Цукерман (род. 1952, Кишинёв, Молдавская ССР, СССР) — российский скрипач.

## Биография
Окончил Московскую консерваторию (1976), ученик Юрия Янкелевича.
Работал в Симфоническом оркестре Московской филармонии и в оркестре «Виртуозы Москвы», участвуя также в струнных квартетах, созданных музыкантами оркестров. С 2003 г. концертмейстер новосозданного Национального филармонического оркестра России. Заслуженный артист Российской Федерации (2005).
Критики, отзывающиеся об игре Национального филармонического оркестра, особо выделяют соло Цукермана, в некоторых случаях даже называя их «настоящими откровениями». Высокую оценку мастерству Цукермана дал в интервью Денис Мацуев.